# Тенпјо
Тенпјо (天平) (чита се још и као Темпјо) је јапанска ера (ненко) која је наступила после Џинки и пре Тенпјо канпо ере. Ова ера трајала је од августа 729. до априла 749. године и званично припада Нара периоду. Владајући монарх био је цар Шому.

## Важнији догађаји Тенпјо ере
- 740. (Тенпјо 12, осми месец): Киби но Макиби и Генбо кују заверу како би дискредитовали Фуџивару но Хироцугуа из Кјушуа.[3]
- 740. (Тенпјо 12, девети месец): Настаје Хироцугу побуна као реакција на све већи растући утицај Генбоа и осталих његових подржавалаца на власт.[3]
- 740. (Тенпјо 12, девети месец): Под командом Оно но Азумабитоа послата је војска од 17.000 људи у Кјушу како би спречили потенцијалне нереде.[3]
- 740. (Тенпјо 12, десети месец): Након што је поражен у борбама Хироцугу је обезглављен у провинцији Хизен.[3]
- 740. (Тенпјо 12): Престоница се сели у град Куни-кјо.[4]
- 741. (Тенпјо 13): Цар позива на изградњу религијских храмова у провинцијама, а као одговор на то храмови „Кокубунџи“ се оснивају по целој земљи.[5]
- 743. (Тенпјо 15): Цар издаје указ о изградњи великог Буде (Даибуцу) који је затим нешто касније и изграђен у данашњем граду Нари.[6][7]
- 743. (Тенпјо 15): Издаје се закон о доживотном власништу над обрадивим земљама (墾田永代私財法).
- 744. (Тенпјо 16): Град Осака (тада познат под називом Нанива-кјо) постаје престоница државе.[3]
- 745. (Тенпјо 17): Град Нара (Хеиџо-кјо) опет постаје престоница државе а изградња великог Буде се наставља.[8]
- 749. (Тенпјо 20): Након двадесетпетогодишње владавине цар Шому абдицира у корист своје ћереке Такано која по преузимању власти постаје царица Кокен. Након преноса власти цар Шому постаје будистички монах што га чини првим јапанским царем који се након владавине замонашио. Његова супруга Комјо, пратећи мужев пример такође постаје монахиња.[9]